# نادي كولدينغ كوبنهاغن لكرة اليد
نادي كولدينغ كوبنهاغن لكرة اليد هو نادي كرة يد في الدنمارك تأسس في سنة 2012. يلعب في الدوري الدنماركي لكرة اليد. تبلغ سعة ملعبه 2650 متفرجا.